# Muppet Monster Adventure
Muppet Monster Adventure é um jogo de plataforma para PlayStation, desenvolvido pela Magenta Software e Jim Henson Interactive em 2000, e publicado pela Sony Computer Entertainment na Europa e Midway Home Entertainment na América do Norte.

## Enredo
Robin, o Sapo, está maravilhado porque ele e os Muppets estão finalmente saindo de férias. Suas esperanças são frustradas, no entanto, quando ele descobre que, em vez de Krakatoa ou Inglaterra, seu destino é um castelo velho e degradado no meio do nada. Seu tio Kermit lembra que eles tiveram que acompanhar o Dr. Bunsen Honeydew nesta jornada para ouvir a leitura do testamento de seu tio, enfatizando o valor da amizade. Depois de ficar com medo de seus arredores e da porta do castelo sendo aberta por uma figura misteriosa, Robin desmaiou.
Robin, o Sapo, é acordado por Pepe the King Prawn, Beaker e Dr. Bunsen Honeydew em algum tipo de laboratório subterrâneo. Dr. Bunsen Honeydew explica que o laboratório pertencia a seu falecido tio e que depois que Robin desmaiou, o grupo de Muppets foi emboscado e muitos deles transformados em monstros pela energia maligna do castelo. Além disso, a energia do castelo começou a permear a vila próxima, tornando-a distorcida e maligna. Robin, o Sapo, pergunta o que pode ser feito e Honeydew o presenteia com uma Power Glove especial que retira o mal dos monstros e o armazena em uma mochila. Informando-o de que a luva funcionará apenas com "a anatomia dos anfíbios", ele envia Robin em seu caminho para coletar a energia maligna da vila e tentar salvar os Muppets de serem monstros para sempre.
Robin embarca em sua aventura com a ajuda de Pepe, que lhe transmite informações importantes em pontos-chave do jogo. Outras participações especiais de Muppet incluem O Chef Sueco (que exige que os ingredientes sejam coletados) Rizzo, o Rato (que tem um Símbolo de Muppet e provoca Robin para ir buscá-lo em vários níveis), e o próprio Beaker (que aparece com um jetpack nas costas que pode ser usado para destruir obstáculos no caminho de Robin). Ele é capaz de viajar para onde quiser usando o "Hub" (um portal para todas as áreas da vila), desde que tenha coletado energia maligna suficiente,
Robin inicialmente luta pelas entranhas e fundamentos do próprio Castelo von Honeydew, enfrentando seus cavaleiros e guardas corruptos, antes de derrotar (e assim resgatar) Gonzo, que se transformou no vampiro " Noseferatu ".
Em seguida, Robin se aventura nos arredores da aldeia apelidada de "The Deadlands", onde ele encontra piratas vilões e esqueletos reanimados. Robin derrota o "Wocka Wocka Wearbear " e o transforma de volta no Urso Fozzie .
Robin é capaz de avançar para as florestas ao redor da vila chamada "Floresta Neverleave". Depois de evitar ser vítima de caçadores transmogrificados e fazendeiros de abóbora malvados, Robin deve lutar contra seu próprio tio Kermit para salvá-lo de uma eternidade como "Ker-Monster" (uma paródia do monstro de Frankenstein ).
Depois de fazer isso, Robin muda-se para os bairros ribeirinhos e árabes da vila antes de acabar com o temível Monstro Muck, que se transforma de volta em Clifford.
Com mais da metade da vila agora salva e purificada, Robin se muda para Madness Marsh, uma região traiçoeira da vila que abriga sua comunidade de caminhada fortemente armada, bem como piranhas vorazes, peixes-balão e crocodilos famintos. Robin os despacha rapidamente e se depara com o temível "Ghoul-amigo de Ker-Monster" (uma paródia velada da Noiva de Frankenstein ) e inicia sua transformação de volta em Miss Piggy .
Tendo agora obtido acesso às regiões mais montanhosas da vila, Robin luta pelo que é conhecido localmente como "O Whatsamatterhorn", derrotando todos os tipos de inimigos, incluindo um grupo de monges violentos.
Tendo salvado seus amigos e acreditando que sua jornada estava completa, Robin retorna ao centro do castelo apenas para encontrar um inimigo final esperando por ele. . . . O próprio Baron Petri von Honeydew (que tem a aparência de Erik de O Fantasma da Ópera ). Robin consegue virar os projéteis do Barão contra ele e finalmente coloca sua alma louca para descansar. Tendo conseguido tudo isso em tão curto espaço de tempo, Robin sucumbe a outro desmaio.
Ele é acordado mais uma vez pelo Dr. Bunsen Honeydew. Desta vez, entretanto, todos os outros Muppets estão com ele e aparentemente inalterados. Ele também está deitado no corredor do próprio castelo, onde o mordomo Chives (a figura que abriu a porta) liderou o grupo de Muppets. Robin exclama que teve o sonho mais incrível e descreve sua aventura a todos os presentes, que garantem que foi um sonho. No entanto, quando ele e o grupo sobem as escadas e passam por uma pintura do falecido Barão von Honeydew, a pintura parece se mover e dizer 'shush' para Robin, já que a Power Glove aparece de repente na mão de Robin novamente, indicando que sua aventura pode muito bem ter afinal, foi algo mais do que um sonho.

## Jogabilidade
O jogo baseia-se fortemente em plataformas padrão do PlayStation de sua época, mais proeminentemente Spyro (com o qual compartilhou um designer de som, Michael Gollom). Outras inspirações notáveis são Crash Bandicoot (o ataque giratório de Robin é idêntico em execução ao Crash), Croc e Super Mario 64 (o sistema de natação do jogo foi descrito como intuitivo e comparado favoravelmente com os controles de estilo voando debaixo d'água de Mario).
Apesar de algumas semelhanças fundamentais nos controles e setpieces de plataforma usados, o jogo foi elogiado pela variedade de transformações específicas do contexto que Robin pode realizar. Inspirado pelas transformações pelas quais os próprios Muppets passam, Robin é capaz de usar suas habilidades (assumindo sua aparência) depois de coletar todas as quatro peças de um amuleto com o rosto do Muppet relevante. O amuleto de Noseferatu concede a Robin o poder de planar, o Wocka Wocka Werebear permite-lhe escalar, o Muck Monster permite-lhe mergulhar debaixo de água, o Ker-monstro permite-lhe empurrar e puxar grandes blocos e o amuleto com o amigo Ghoul de Ker-Monster dá a ele a habilidade de fazer golpes de caratê de abrir portas.
Os mecanismos pelos quais o jogo progride são relativamente simplistas. Cada nível requer uma certa quantidade de energia do mal (descartada pelos inimigos e espalhada livremente por todos os níveis) para abri-lo, e apenas três podem ser desbloqueados antes que um chefe tenha que ser combatido. Bosses, no entanto, não requerem a coleta de energia maligna, mas em vez disso, precisam de Muppet Tokens, um MacGuffin de jogo semelhante às Power Stars de Super Mario 64 que se assemelha a um bloco dourado em forma de cabeça de Caco. Uma vez que um determinado número deles tenha sido coletado (alguns são encontrados espalhados pelos níveis enquanto outros exigem a conclusão de certos minijogos), o chefe fica acessível e pode ser derrotado, abrindo o próximo estágio do jogo.

## Fundida
- Jerry Nelson - Robin the Frog
- Steve Whitmire - Caco, o Sapo, Taça, Rizzo, o Rato
- Frank Oz - Miss Piggy, Fozzie Bear
- Dave Goelz - Gonzo, Dr. Bunsen Honeydew, Baron Petri von Honeydew, Chives the Butler
- Kevin Clash - Clifford
- Bill Barretta - Pepe the King Prawn, O Chef Sueco

## Recepção
O jogo recebeu críticas médias de acordo com o site de agregação de críticas GameRankings. GameSpot'Scott Steinberg chamou de 'surpreendentemente polido e agradável', mas não se impressionou com efeitos sonoros do jogo e trilha sonora esquecível.  Jeremy Conrad da IGN discordou do veredicto de Steinberg sobre a trilha sonora, considerando-a provavelmente a melhor parte de todo o jogo, mas descobriu que a jogabilidade não é realmente algo que não vimos antes.